# Prunus cerasifera
El ciruelo mirobolano, ciruelo-cerezo o ciruelo de jardín (Prunus cerasifera), es una especie botánica del subgénero Prunus originaria del centro y este de Europa, y del centro y sudoeste de Asia.

## Descripción
Es un arbusto grande, o pequeño árbol caducifolio de hasta 6-15 m de altura, con hojas de 4-6 cm de largo, bordes aserrados, ápices agudos, glabras, salvo el nervio central en el envés.
Es uno de los primeros árboles europeos en florecer en primavera; flores blancas o rosas, 1,5-2 cm, con cinco pétalos. Su fruto es una drupa de 2-3 cm de diámetro, amarilla o roja, comestible, que madura durante el verano.

## Cultivo y usos

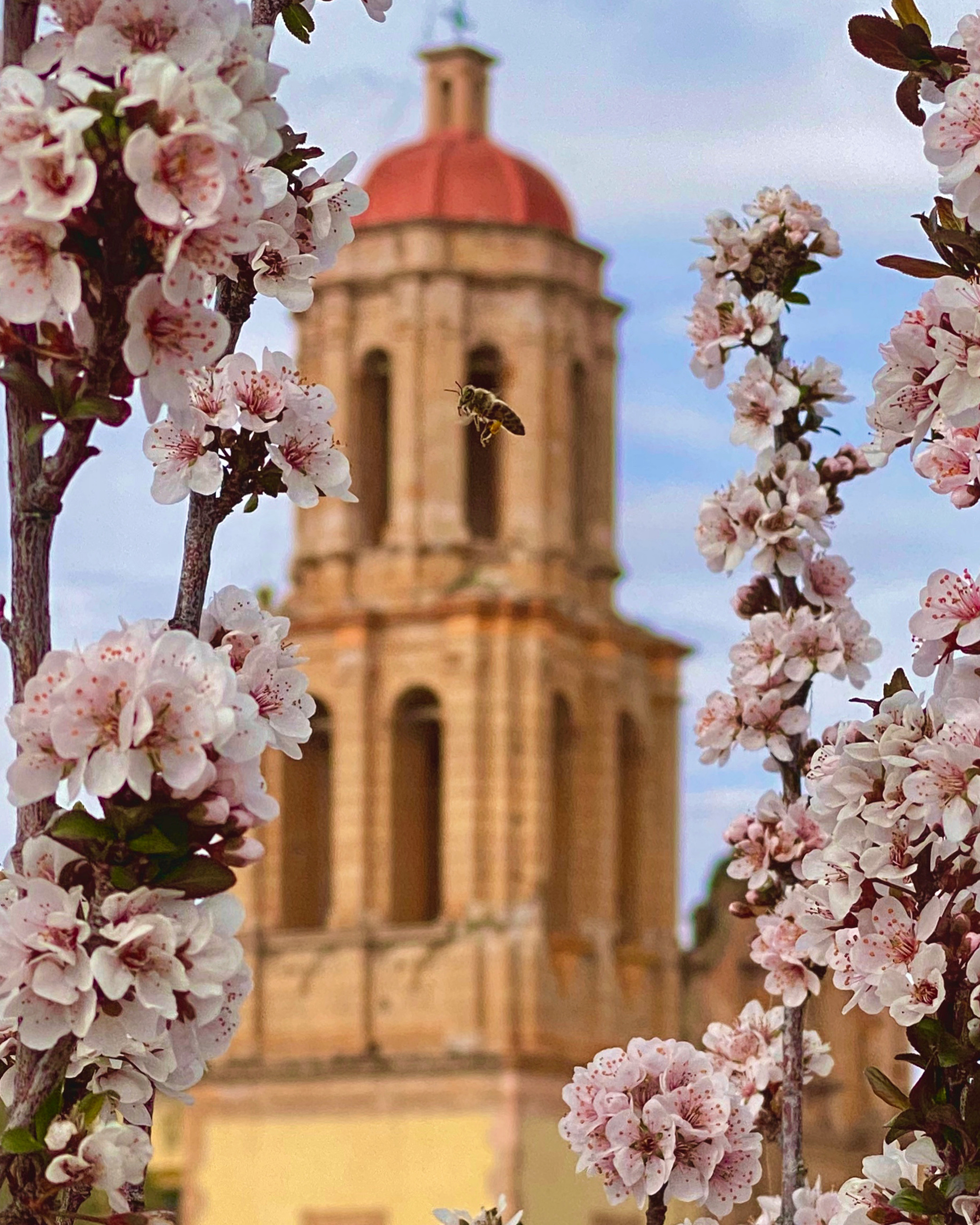
Flores de ciruelo rojo siendo polinizadas por abejas.

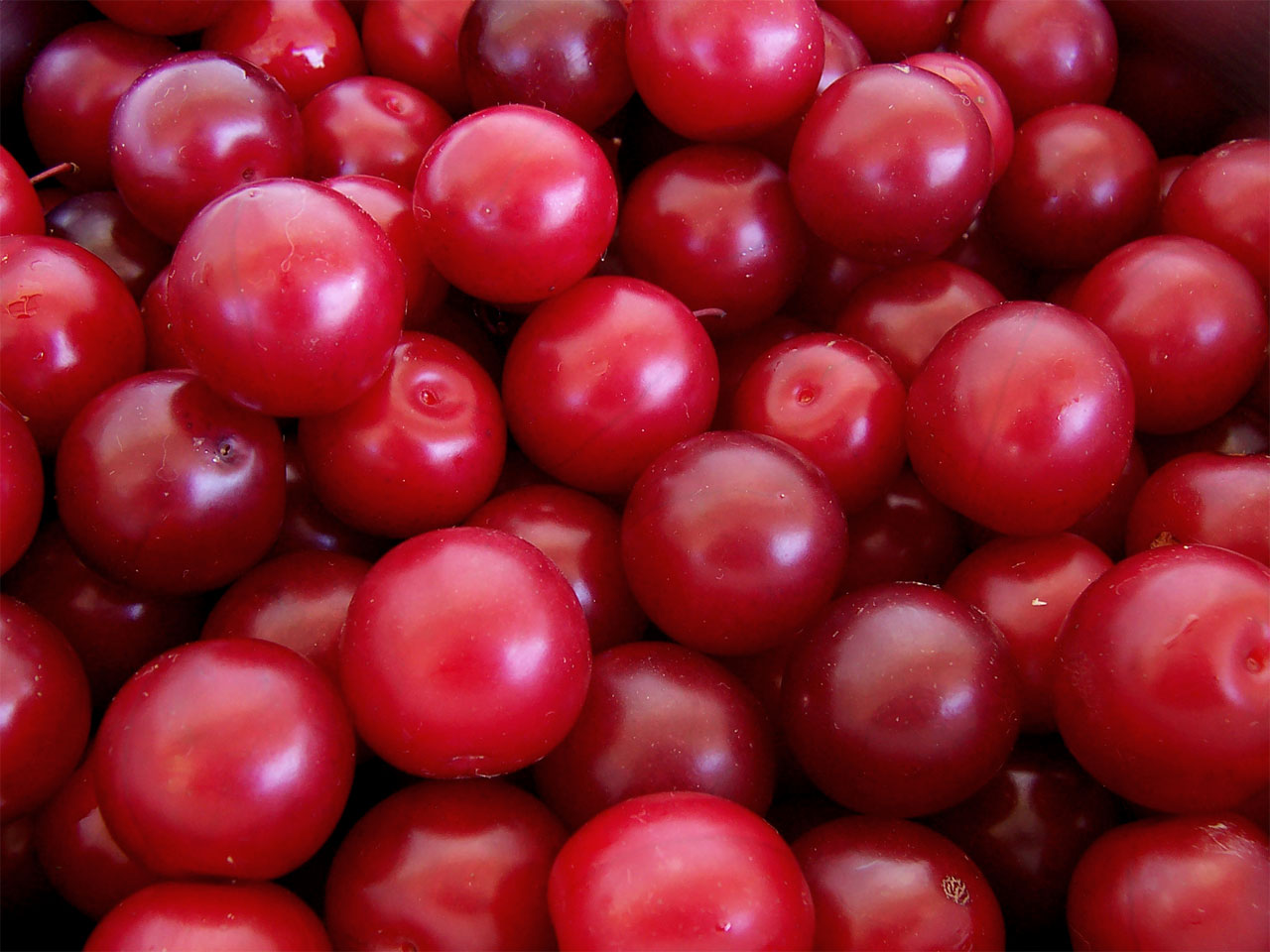
Pequeñas ciruelas del ciruelo de jardín.

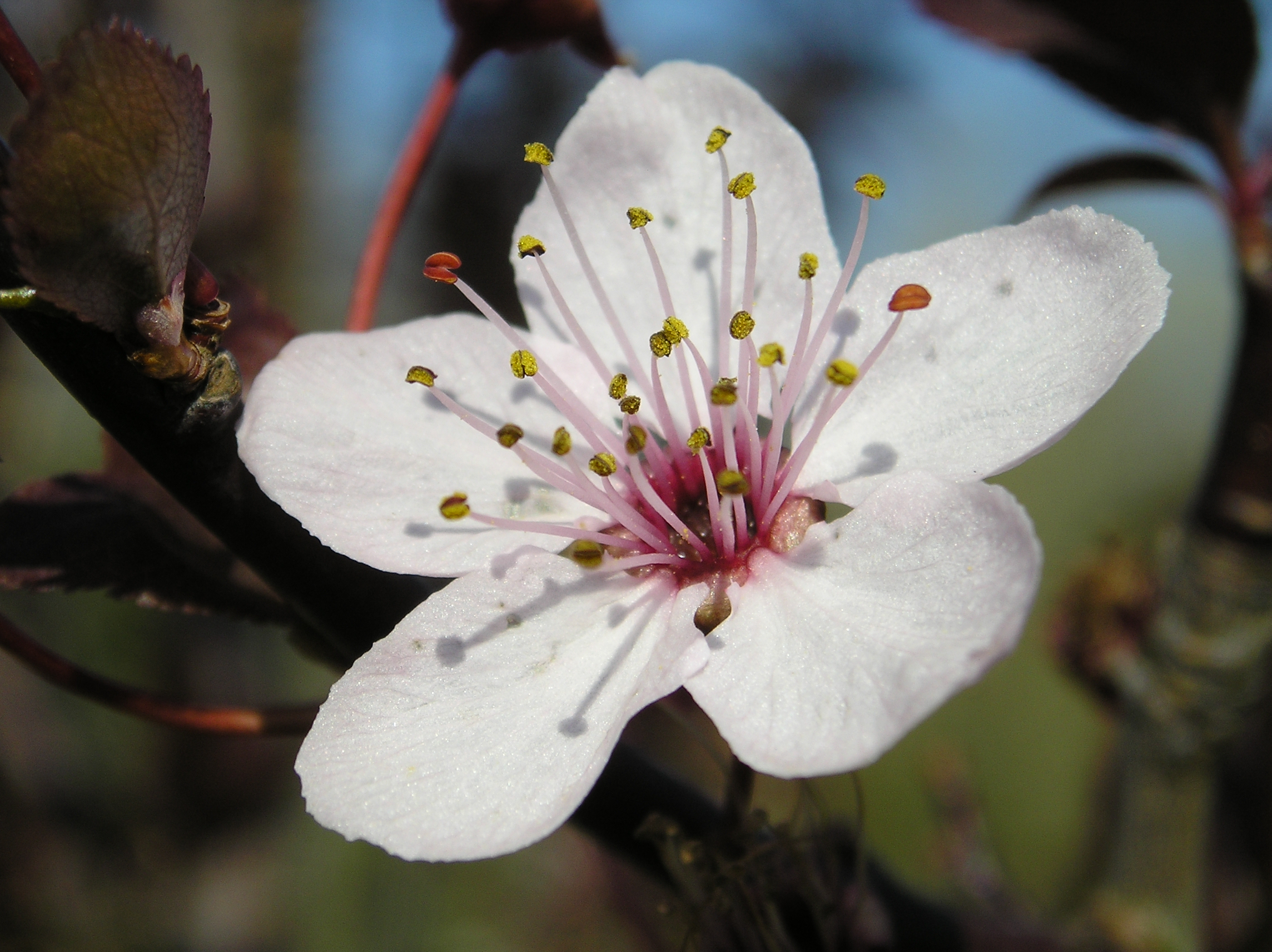
Flor del ciruelo rojo.

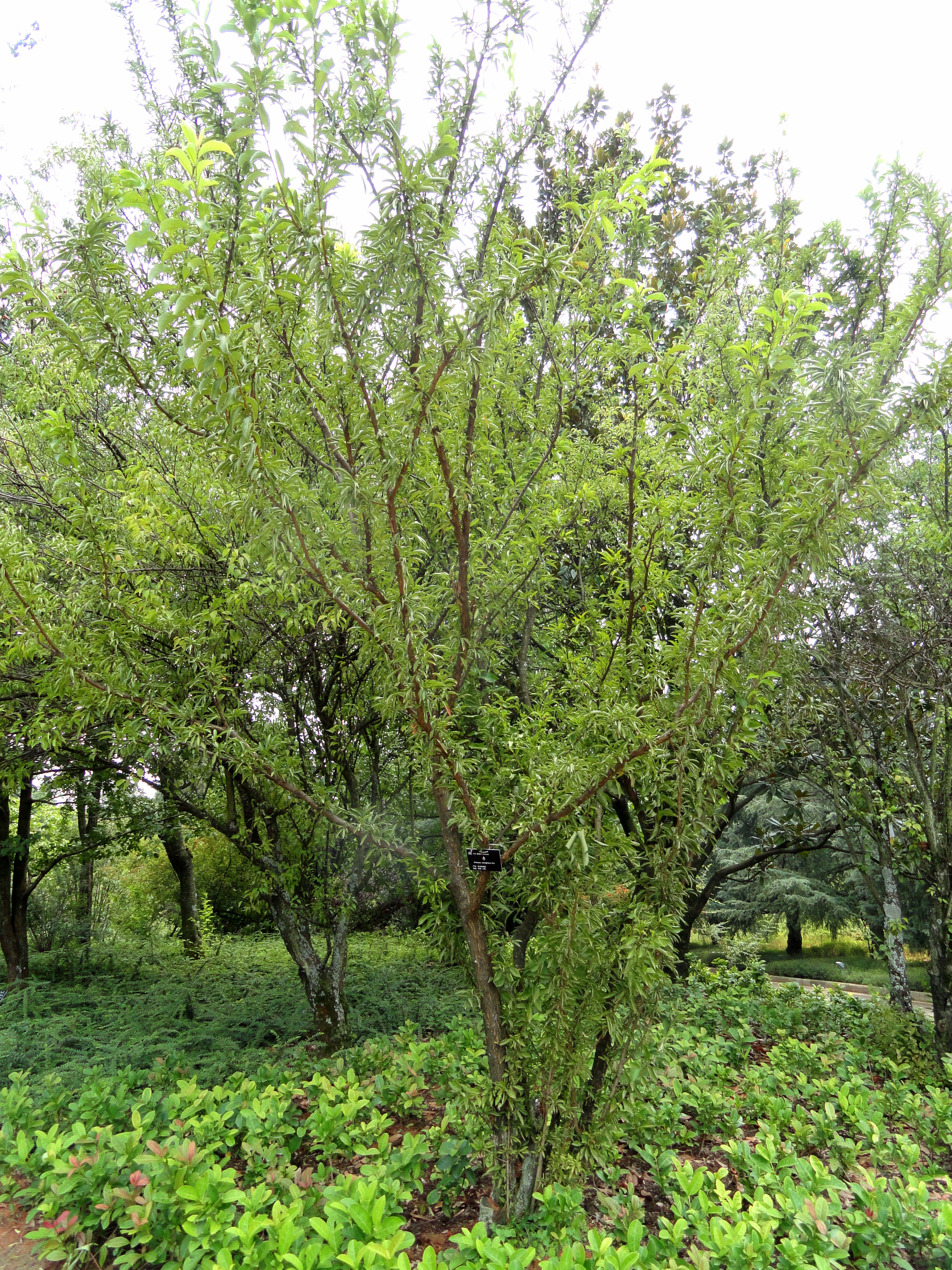
Vista de la planta.

La fruta puede comerse fresca en varias formas, siendo dulces y con buen sabor, mientras otras son ácidas, pero excelentes para mermeladas.
Es un árbol muy popular ornamental de jardín, y por su muy temprana floración. Se han desarrollado numerosos cultivares, muchos por su follaje púrpura y flores rosadas, como Prunus cerasifera  «Pissardii» y «Nigra». Estas formas de follaje púrpura también dan frutos de tonalidades oscuras, con la que se hacen jaleas atractivas, e intensamente coloreadas. Otras, como «Lindsayae», tienen flores rosa pálidas y follaje verde.
Se multiplica por semilla y por esqueje; y las variedades por injerto. Vive en muchos climas: cálidos y fríos. Vegeta bien en suelos calizos y pobres, pero teniendo la humedad suficiente.
Esta especie es diferente de Prunus domestica var. syriaca o Mirabelle.

## Otros usos
El ciruelo rojo se ha enumerado como una de las 38 plantas que se utilizan para preparar las flores de Bach, un tipo de medicina alternativa promovida por su efecto en la salud. Sin embargo, de acuerdo con la Investigación del Cáncer del Reino Unido, «no hay evidencia científica que demuestre que los remedios florales puedan controlar, curar o prevenir ningún tipo de enfermedad, incluyendo el cáncer».

## Taxonomía
Prunus cerasifera fue descrita por Jakob Friedrich Ehrhart y publicado en Gartenkalender 4: 192–193, en el año 1784.
Etimología
Véase: Prunus: Etimología
Cerasifera es un epíteto formado por las palabras latinas cěrăsus, 'cerezo', prestada del griego χέρασος, y fĕro, del griego φέρω, 'tener' o 'soportar', significando 'que lleva cerezas', en referencia a sus pequeños frutos.
Variedades aceptadas
- Prunus cerasifera var. pissardii (Carrière) Koehne

Sinonimia
- Cerasus myrobalanos hort.
- Padus racemosa (Lam.) C.K.Schneid.
- Padus racemosa subsp. racemosa
- Prunus cerasifera subsp. myrobalana (L.) C.K.Schneid.
- Prunus divaricata Ledeb.
- Prunus domestica var. myrobalana L.
- Prunus myrobalana (L.) Loisel.[7]
- Prunus cerasifera var. orientalis Popov
- Prunus cerasifera subsp. sogdiana Cinovskis
- Prunus mirabilis Sumner
- Prunus orientalis Kudr.
- Prunus sogdiana Vassilcz.[8]

## Nombres comunes
- Ciruelo mirobolano, ciruelo de Pissard, ciruelo rojo, Pisardi, Myrobalan